# رابرت والپول
رابرت والپول، ارل اول آرفورد (به انگلیسی: Robert Walpole, 1st earl of Orford) (زادهٔ ۲۶ اوت ۱۶۷۶ – درگذشتهٔ ۱۸ مارس ۱۷۴۵) که در فاصلهٔ ۱۷۲۵ تا ۱۷۴۲ با عنوان سر رابرت والپول شناخته می‌شد، سیاستمدار بریتانیایی عضو حزب ویگ و نخستین نخست‌وزیر بریتانیای کبیر از ۱۷۱۵ تا ۱۷۱۷ و ۱۷۲۱ تا ۱۷۴۲ بود.
او طولانی‌ترین زمان نخست‌وزیری را در مقایسه با دیگران داشت و نخستین کسی بود که ساکن شماره ۱۰ خیابان داونینگ لندن شد.
دوران بر سر کار بودن والپول مصادف با آرامش و موفقیت‌های اقتصادی برای کشور بود هرچند که خود او را به دغل‌کاری در دولت متهم می‌کردند. رابرت والپول در ۱۷۴۲ مقام ارل را دریافت نمود.

## زندگی
رابرت والپول در ۱۶۷۶ در هافتون در نورفولک زاده شد. او پس از تحصیل در کمبریج در ۱۷۰۱ به عضویت حزب سیاسی ویگ درآمد و نمایندهٔ مجلس شد. در ۱۷۰۸ او به دبیری وزارت جنگ و در ۱۷۱۰ به مقام خزانه‌داری نیروی دریایی منصوب شد. والپول در ۱۷۱۲ و به هنگام استقرار دولت توری به اتهام فساد در برج لندن زندانی شد اما جرج بکم او را بار دیگر به سر کار بازگرداند و در ۱۷۱۵ او را صدراعظم اکسچکر ساخت.
والپول یک بار دیگر در ۱۷۲۱ و در پی فروپاشی مالی شرکت دریای جنوب به مقام صدراعظمی رسید و از آن به بعد به‌طور گسترده‌ای از او با عنوان «نخست وزیر» که تا آن زمان چنین عنوانی مورد استفاده قرار نگرفته بود یاد شد. او فردی زیرک بود که با اعضای هیئت قانون‌گذاری پارلمان مشورت می‌کرد و برای جلب توجه آن‌ها سیاست‌های دریافت مالیات کم را اعمال نمود. او همچنین مورد توجه جرج یکم و جرج دوم قرار داشت که وجود او را در حکومت ضروری می‌دانستند. با این حال محبوبیت او در دههٔ ۱۷۳۰ و به دنبال توطئه اکسایز و عدم تمایل والپول برای ورود به جنگ‌های خارجی رو به کاهش نهاد. رابرت والپول نتوانست از تبعات وقوع جنگی که در ۱۷۳۹ با آن مخالفت کرده بود به‌طور کامل رهایی یابد و در نتیجه در ۱۷۴۲ از مقام خود استعفا داد.
بسیاری دوران حضور او در قدرت را عاملی برای افزایش نفوذ مجلس عوام انگلیس در قانون اساسی آن کشور می‌دانند.
رابرت والپول در ۱۷۲۵ به مقام شوالیه و در ۱۷۴۲ به مقام ارل منصوب گردید.